# Taraxella petrensis
Taraxella petrensis är en spindelart som beskrevs av Fred R. Wanless 1987. Taraxella petrensis ingår i släktet Taraxella och familjen hoppspindlar. Inga underarter finns listade i Catalogue of Life.